# Engaeus martigener
Engaeus martigener là một loài tôm hùm đất trong họ Parastacidae. Chúng là loài đặc hữu của Úc.